# Rellotge
Un rellotge (del llatí horologium) és un instrument que serveix per a mesurar i indicar el pas del temps. S'usen des de l'antiguitat, encara que el grau de precisió de les seves mesures ha augmentat espectacularment en l'últim segle.
El rellotge és un dels invents més antics de la humanitat: va sorgir davant la necessitat de mesurar intervals de temps més curts que les unitats naturals, és a dir, el dia, el mes lunar i l'any. A mesura que la ciència i la tecnologia van evolucionar, van aparèixer nous models amb més precisió i menor cost de fabricació. És un dels instruments més populars, quasi tothom porta un rellotge, principalment de polsera. Molts electrodomèstics els incorporen en forma de rellotges digitals, i també n'hi ha un a cada ordinador i a cada telèfon mòbil.
El rellotge, a més de la funció pràctica, també és un objecte de joieria, símbol de distinció i valoració.
La més gran precisió aconseguida fins ara és la de l'últim rellotge atòmic desenvolupat per l'Oficina Nacional de Normalització (NIST) dels Estats Units, el NIST-F1, engegat el 1999, és tan exacte que té un marge d'error de només un segon cada trenta milions d'anys.

## Història

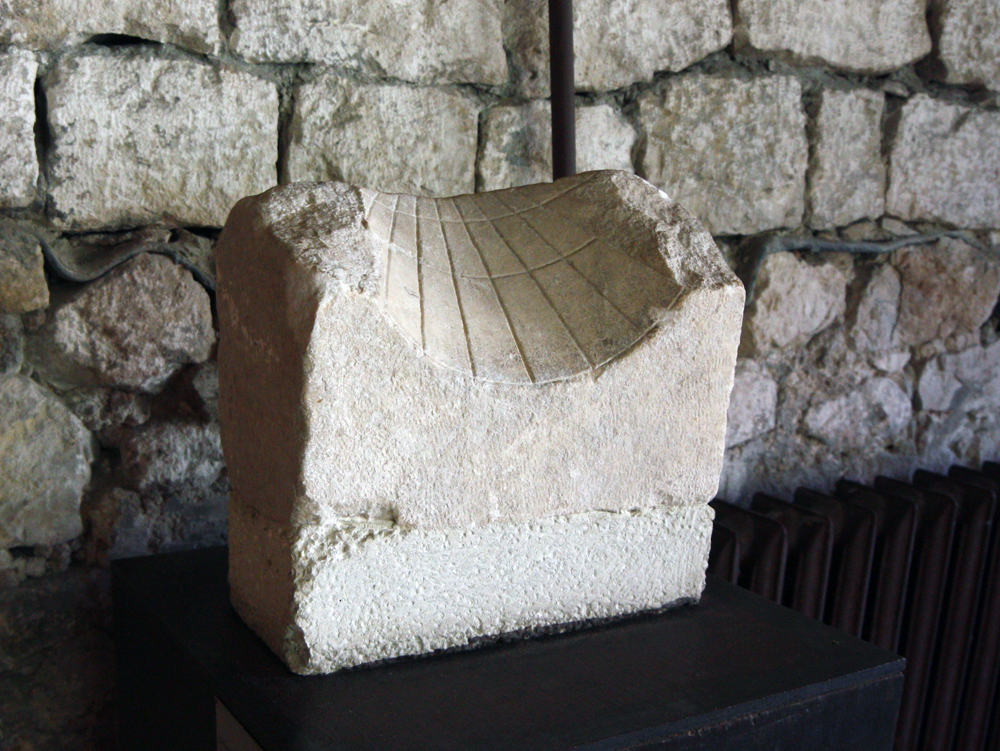
Restes d'un antic rellotge de sol de l'antiga Grècia, procedent de Marcianopolis a Tràcia.

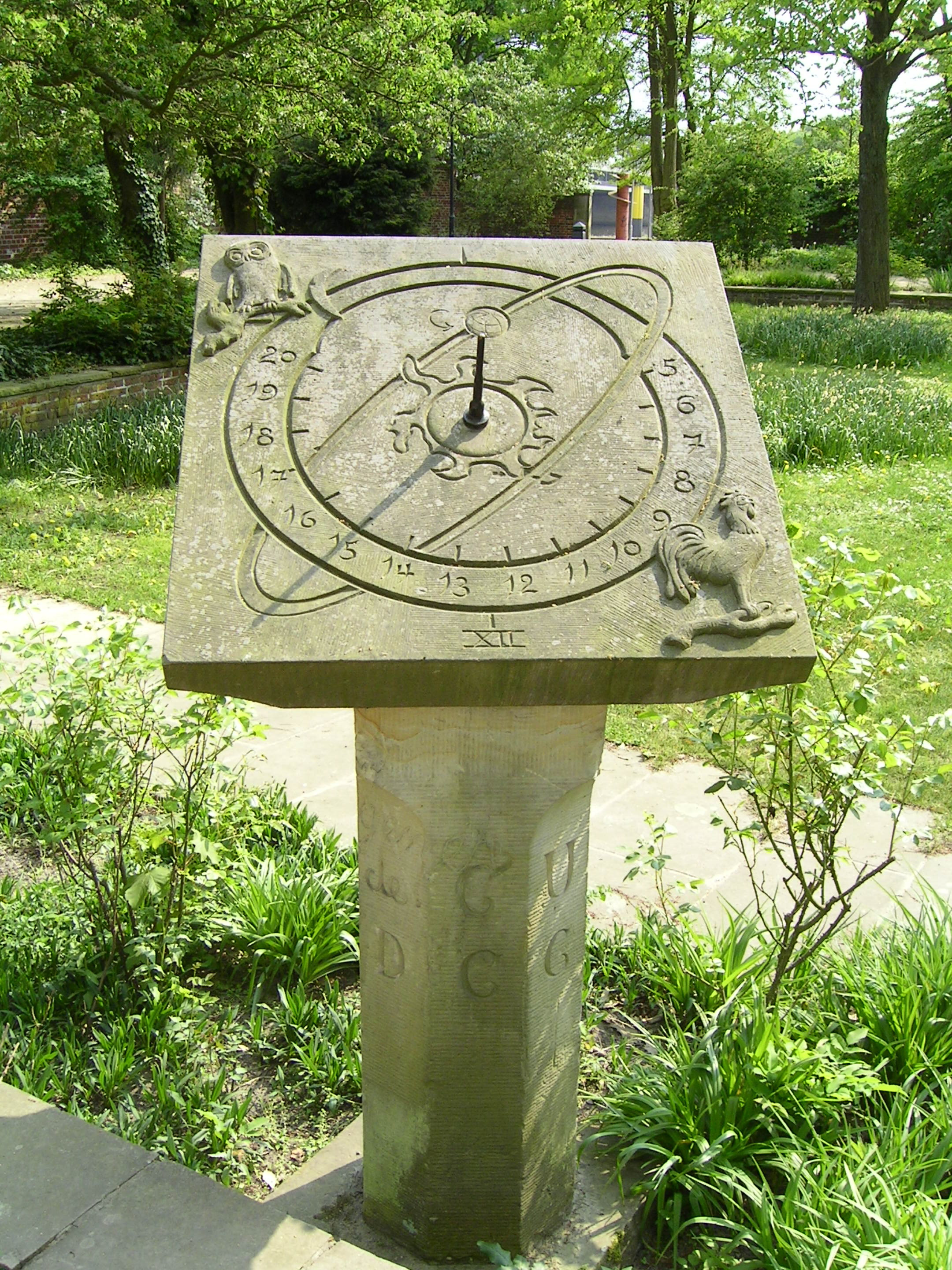
Rellotge de sol al parc Focke-Garten de Bremen.

L'observació del Sol a l'antiguitat va portar al coneixement del seu cicle diari amb un màxim a migdia i a adonar-se que l'evolució de les ombres podia ser utilitzada per a dividir la durada del dia. Tanmateix també es va veure que la durada del dia canviava constantment amb el decurs de les estacions. El primer rellotge va aparèixer a l'antic Egipte, vers el 3500 aC s'utilitzaven les ombres causades pel Sol als obeliscs per indicar el punt del migdia, aquesta primera divisió del dia en dos segments va evolucionar amb més divisions. Cap al 1500 aC es va introduir un nou model de rellotge, de sol, possiblement el primer transportable de la història, les hores de llum es dividien en 10 unitats, hi havia 12 hores per a la nit i una hora per l'alba i una altra per al crepuscle.
Els rellotges de sol van evolucionar al llarg de la història a la recerca d'una millora precisió, una de les versions més sofisticades és l'hemisfèrica, una concavitat esfèrica tallada en pedra amb un gnòmon vertical central fent de punter i una sèrie de línies per indicar les hores durant les diferents estacions.
Les limitacions dels rellotges de Sol, depenent de la llum solar, van dur l'hom a cercar alternatives. La clepsidra o rellotge d'aigua més antic documentada data del regnat del faraó Amenofis III (segle xiv aC) i es feia servir al temple d'Ammon del santuari de Karnak. Però la referència documental més antiga es remunta al segle xvi aC. La clepsidra egípcia era un recipient amb un forat a la part inferior pel qual sortia l'aigua i la graduació dels períodes estava marcada a les seves parets. Un dels problemes que presenta aquest tipus de rellotge és la variació de la pressió a mesura que la quantitat d'aigua minvava, i això afecta la linealitat de la mesura del temps (una quantitat d'aigua no equival sempre al mateix interval de temps), per intentar mitigar el problema la forma del recipient era cònica però tot i així la precisió n'era d'entre 5 a 10 minuts.
La clepsidra va ser molt utilitzada i perfeccionada a l'antiga Grècia. La millora més important s'atribueix a Ctesibi (segle iii aC) que, entre altres coses, va introduir un sistema automàtic per adaptar la durada del dia en funció de les estacions (els grecs dividien el dia -les hores de llum- en dotze hores, de manera que a l'hivern les hores duraven menys que a l'estiu). A Atenes es feia servir per a limitar la durada dels discursos i també era present a l'àgora.
La cultura grecollatina, a més de perfeccionar la clepsidra, va fer proliferar els rellotges solars a monuments urbans i temples. A l'àgora d'Atenes es va construir vers el 50 aC la Torre dels Vents, una torre octagonal amb funcions de rellotge que mesurava el temps amb rellotges de sol. Hi havia un gnòmon a cadascuna de les seves vuit façanes i una clepsidra a l'interior.
La civilització islàmica té acreditada una major precisió en aquest tipus de rellotges gràcies a una acurada enginyeria. El 797 (o, possiblement, 801), el califa abbassí de Bagdad, Harun ar-Raixid, per a fer un present a Carlemany li va lliurar un elefant asiàtic anomenat Abul-Abbas, juntament amb un "exemple particularment complicat" de rellotge d'aigua.
L'any 10 aC es va construir a Roma un rellotge de sol monumental al Camp de Mart, el gnòmon era un obelisc egipci portat per August d'Heliòpolis i al seu voltant hi havia una gran plaça circular amb les línies amb incrustacions de bronze que marcaven les hores, la meridiana i l'entrada de les estacions. L'any 70 Plini el Vell, al llibre XXXVI de la seva obra Naturalis Historiae, va dedicar un capítol a aquest rellotge monumental tot indicant que ja no funcionava correctament i oferint algunes hipòtesis sobre l'origen del mal funcionament.
Durant l'edat mitjana es van continuar utilitzant els rellotges de sol fins i tot de portàtils, però els principis tècnics eren els mateixos que ja utilitzaven els egipcis. Al rei Alfred el Gran d'Anglaterra se li atribueix la utilització d'espelmes graduades per a mesurar el pas del temps a final del segle ix. Tanmateix la utilització de les espelmes com a rellotge va ser molt més habitual a la Xina, especialment durant la dinastia Song (960 – 1279). Més tard, al segle xviii o xix també s'empraven substàncies com l'encens per cremar-les i calcular hores i minuts.
El manuscrit 225 del Monestir de Santa Maria de Ripoll, avui dia a l'Arxiu de la Corona d'Aragó, descriu la construcció d'un rellotge de sol i la clepsidra del monestir dotada d'un mecanisme que feia sonar les campanes a hores determinades.
El rellotge mecànic va aparèixer a Europa a principi del segle xiv, es basava en una font d'energia, habitualment un pes que proporcionava una força constant que es transmetia al mecanisme del rellotge amb una cadència determinada per un escapament o fre d'inèrcia. Ràpidament es van popularitzar els rellotges a les torres de les esglésies, el primer del que hi ha una important documentació escrita és el de la torre de la catedral de Norwich, que va ser construït entre el 1322 i el 1325. Els primers rellotges mecànics no tenien busques ni esfera i les hores s'indicaven fent sonar les campanes. Una de les millores importants va ser la invenció del ressort (una molla espiral) que permetia substituir la tracció del pes com a font d'energia i fer els rellotges més petits. Els primers rellotges portàtils van aparèixer a principis del segle xvi. El rellotge mecànic medieval més antic que encara funciona és el de la catedral de Salisbury que va ser construït a la darreria del segle xiv, l'any 1386. D'aquestes característiques és l'anomenat Rellotge dels flamencs que es conserva a Barcelona. Una màquina de grans dimensions que estigué en servei dalt de la torre de les hores de la catedral durant 287 anys, entre 1577 i 1864.
El descobriment de les propietats del pèndol per Galileu el 1582 suposaria una revolució en ser aplicat a la fabricació de rellotges. Galileu no va arribar mai a construir un rellotge de pèndola i caldria esperar fins al 1657 per a veure la primera aplicació pràctica del pèndol a la mesura del temps. Aquest any el rellotger Salomon Coster va construir a la Haia el primer rellotge de pèndola seguint les indicacions del físic i astrònom neerlandès Christiaan Huygens.
Els rellotges de pèndola van millorar molt la precisió de la mesura del temps, només tenien un desfasament de diversos segons per dia. Durant el segle xvii es va afegir la minutera primer i més tard la secundària. Christiaan Huygens també va ser l'inventor de l'oscil·lador volant-espiral, un conjunt format per un volant d'inèrcia i una molla espiral, com a substitutiu del pèndol, que va permetre una gran precisió dels rellotges emplaçats als vaixells. El mecanisme també va possibilitar l'aparició dels rellotges de butxaca.
Malgrat que el volant-espiral va suposar una millora per a la navegació, atès que per a calcular amb precisió la posició és necessari conèixer l'hora local també amb precisió, el 1714 el govern britànic va oferir un premi de fins a 20.000 lliures (una quantitat enorme per a l'època) a aquell que aportés una solució per a calcular la longitud amb una precisió de 2 minuts mantinguda al llarg d'un viatge entre la Gran Bretanya i un port de Carib. John Harrison, un fuster i rellotger de formació autodidàctica de West Yorkshire sense formació científica, va resoldre el problema del càlcul de la longitud i va guanyar el premi amb la construcció, el 1761, d'un cronòmetre d'una gran precisió capaç de suportar les dures condicions de la navegació marítima.

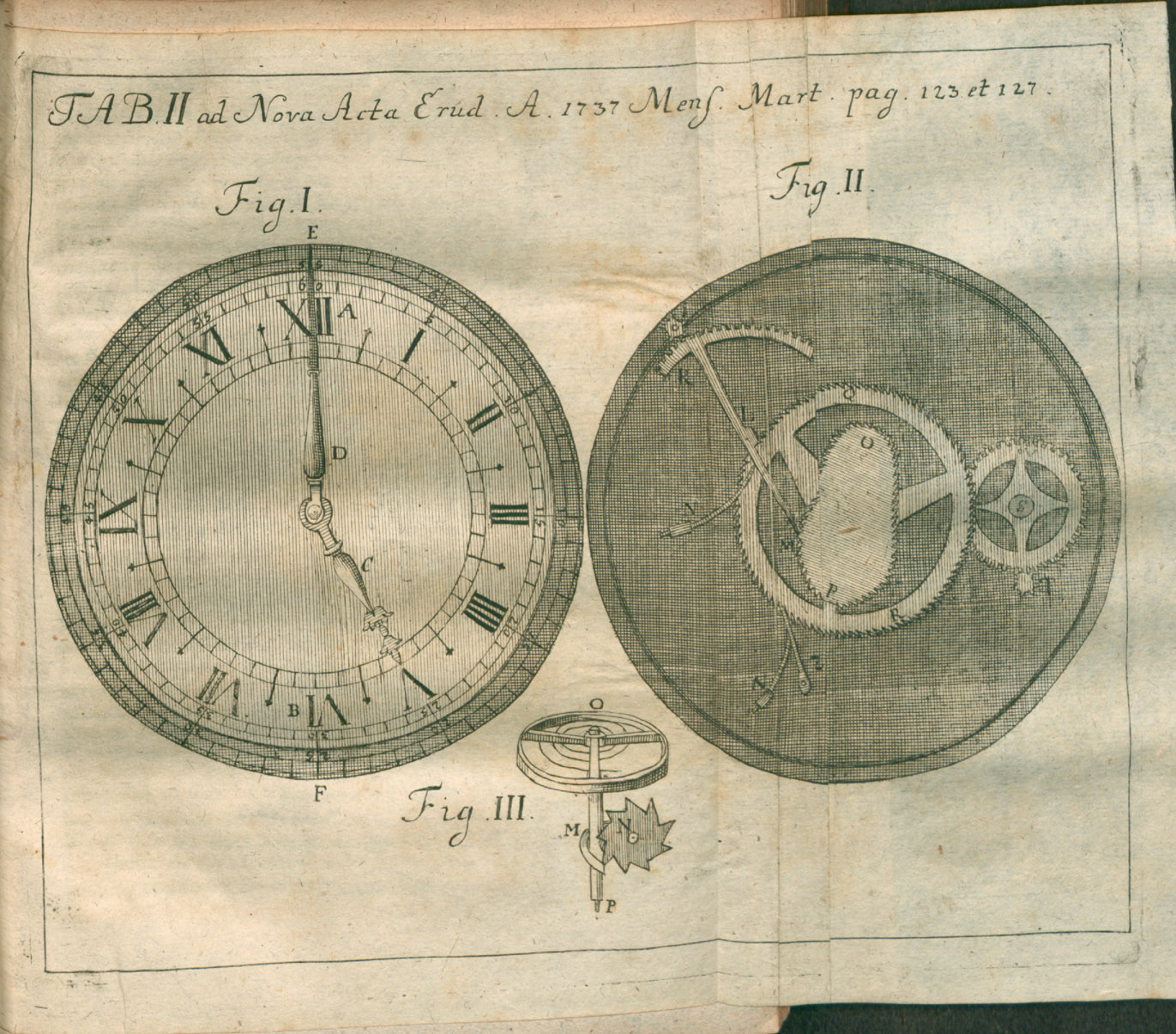
Illustració de rellotge (Acta Eruditorum, 1737)

Tanmateix el cronòmetre de Harrison era una aproximació a la resolució del problema de la mesura precisa del temps a l'oceà que resultava molt cara i de construcció complexa. L'Acadèmia Francesa de les Ciències va oferir un premi al millor cronòmetre que va ser atorgat el 1769 a Pierre Le Roy gràcies a un ressort isocrònic amb el que aconseguia una precisió de vuit segons al mateix temps que el cronòmetre resultava més fàcil i barat de construir que el de Harrison.
El 1746 es va construir el que es coneix com a rellotge Passemont, pel cognom del creu creador del quan no es coneix el nom, que encara és en funcionament al Palau de Versalles des que va ser adquirit pel rei Lluís XV i que va ser construït per mesurar el temps fins a l'any 9999 tot tenint en compte els anys de traspàs i la correcció que s'ha de fer cada 400 anys, com la que va correspondre a l'any 2000.
Durant el segle xix continua el perfeccionament dels rellotges de pèndola assolint una precisió de l'ordre d'una centèsima de segon per dia. La història dels rellotges elèctrics comença a inici del segle xix, tot i que les primeres realitzacions pràctiques, com el rellotge electroestàtic de Giuseppe Zamboni del 1815 basat en una pila voltaica de la seva invenció, no eren massa fiables. La primera patent d'un rellotge elèctric va ser concedida a l'enginyer i inventor escocès Alexander Bain el 1841. Aquest tipus de rellotge utilitzava el corrent elèctric proporcionat per piles com a font d'energia i electroimants en comptes de pèndol. La seva precisió i fiabilitat tenia importants mancances però va anar millorant ràpidament i el 1849 el cronoscopi de l'alemany Matthäus Hipp ja permetia el registre dels mil·lisegons. Hipp es va establir a Suïssa i va començar la fabricació en sèrie de rellotges elèctrics.
El 1916 Henry Warren va construir un rellotge elèctric basat en un motor síncron de corrent altern, amb un rotor i un inductor al que la velocitat de rotació era determinada per la freqüència del corrent subministrat per la xarxa elèctrica.
La invenció de l'oscil·lador de quars a final de la dècada del 1910 va permetre la construcció de rellotges de quars als Laboratoris Bell a càrrec de Warren Marrison i J.W. Horton el 1927.
Durant les següents dècades es va anar desenvolupant la nova tecnologia aplicada a rellotges de precisió, l'electrònica es basava en la vàlvula electrònica i la mida dels aparells restringia la seva utilització a productes de laboratori. A partir de la dècada del 1960 de desenvoluparien l'electrònica digital basada en els semiconductors el que faria possible el boom dels rellotges de quars que es viuria durant la dècada del 1970. El primer prototip de rellotge de polsera analògic de quars va ser presentat el 1967 pel Centre Électronique Horloger (CEH) de Neuchâtel a Suïssa. Tanmateix el rellotge de quars suposaria la pèrdua de la supremacia de la rellotgeria suïssa, que no va reaccionar a la decadència fins al 1983 amb la creació del Grup Swatch, que ha esdevingut el conglomerat rellotger més important del món.
Els rellotges digitals van aparèixer el 1956 però eren mecànics, els dígits eren moguts per un motor elèctric. El primer rellotge digital veritable, el Pulsar, va ser presentat el 1970 per la companyia estatunidenca Hamilton Watch Company i posat a la venda dos anys més tard. Era totalment electrònic, amb un oscil·lador similar a l'utilitzat als rellotges de quars, però en comptes de busques tenia un visualitzador de LEDs per mostrar els dígits de l'hora parpellejant en color vermell. Més tard els LEDs serien substituïts per una pantalla de cristall líquid (LCD).
El rellotge atòmic es basa en la immutabilitat de la freqüència de la radiació electromagnètica emesa per un electró en passar d'un nivell d'energia a un altre, generant un senyal oscil·lant que fa la funció que feia l'oscil·lador de quars o el pèndol. El primer rellotge atòmic es va construir el 1949 pel National Institute of Standards and Technology (NIST), l'Oficina de Normalització dels Estats Units. En aquest primer prototip es va utilitzar l'amoníac, però no es va obtenir una precisió gaire superior a l'aconseguida amb els rellotges de quars.
La primera realització pràctica d'un rellotge atòmic es va fer el 1955 al National Physical Laboratory de la Gran Bretanya utilitzant un isòtop radioactiu del cesi, el cesi-133. Des del 1967 el segon, la unitat de temps del Sistema Internacional, es defineix es basa en el cesi, es defineix com la duració de 9.192.631.770 períodes de radiació corresponents a la transició entre dos nivells de l'estructura hiperfina de l'estat fonamental del cesi 133. Actualment hi ha rellotges més precisos que els atòmics, són els denominats rellotges de lògica quàntica, però de moment no hi ha plans per a canviar el patró basat en el cesi ni la definició del segon.

## El rellotge català

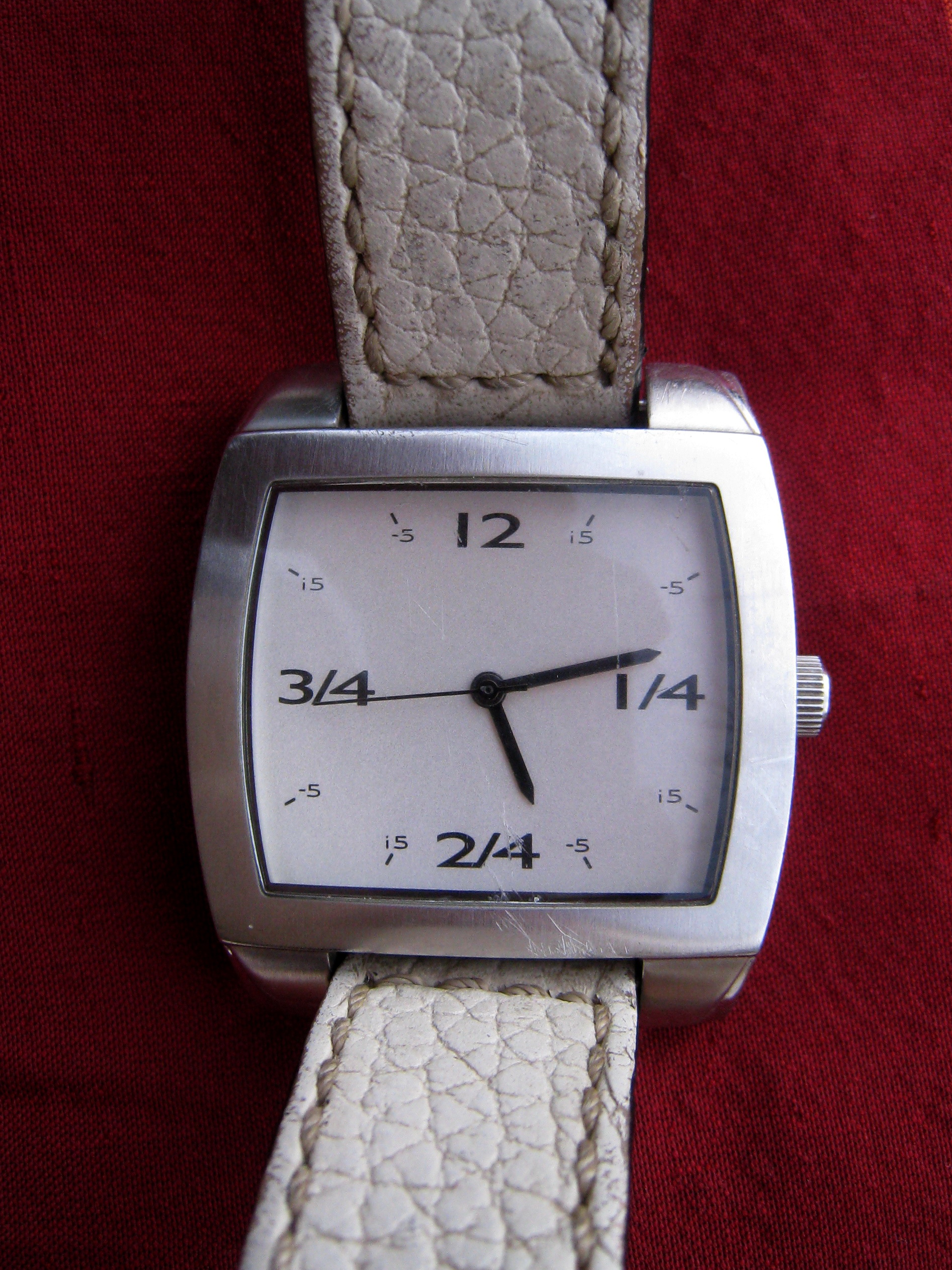
Rellotge amb particions en quarts

A Catalunya la manera tradicional d'indicar l'hora utilitza fraccions de quart i mig quart d'hora. Les fraccions horàries són de l'hora començada, tenint en compte que l'hora sencera marcada pel rellotge n'indica l'acabament. L'ordre seguit és "quarts-minuts-hora posterior". Així, per exemple, les 10 h 15 són 'un quart d'onze'; les 12 h 30 són 'dos quarts d'una', i les 19 h 52 són 'tres quarts i set minuts de vuit'.
Segons l'Atles Lingüístic del Domini Català aquest sistema horari s'usa majoritàriament en el català central i en part del nord-occidental amb una notable absència a la zona de transició amb el valencià i el Maestrat.
Hi ha diferents fabricants comercialitzen de rellotges amb particions horàries adaptades a la manera catalana d'expressar l'hora, tant en versions analògiques amb busques com digitals. També hi ha ginys informàtics per ordinador i per telèfons intel·ligents. Hi ha pocs rellotges públics que mostrin una notació en quarts, un és el rellotge que hi ha a la façana de l'Ajuntament de Cardedeu (Vallès Oriental).

## Tipus de rellotges

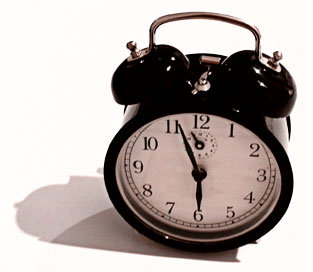
Rellotge despertador

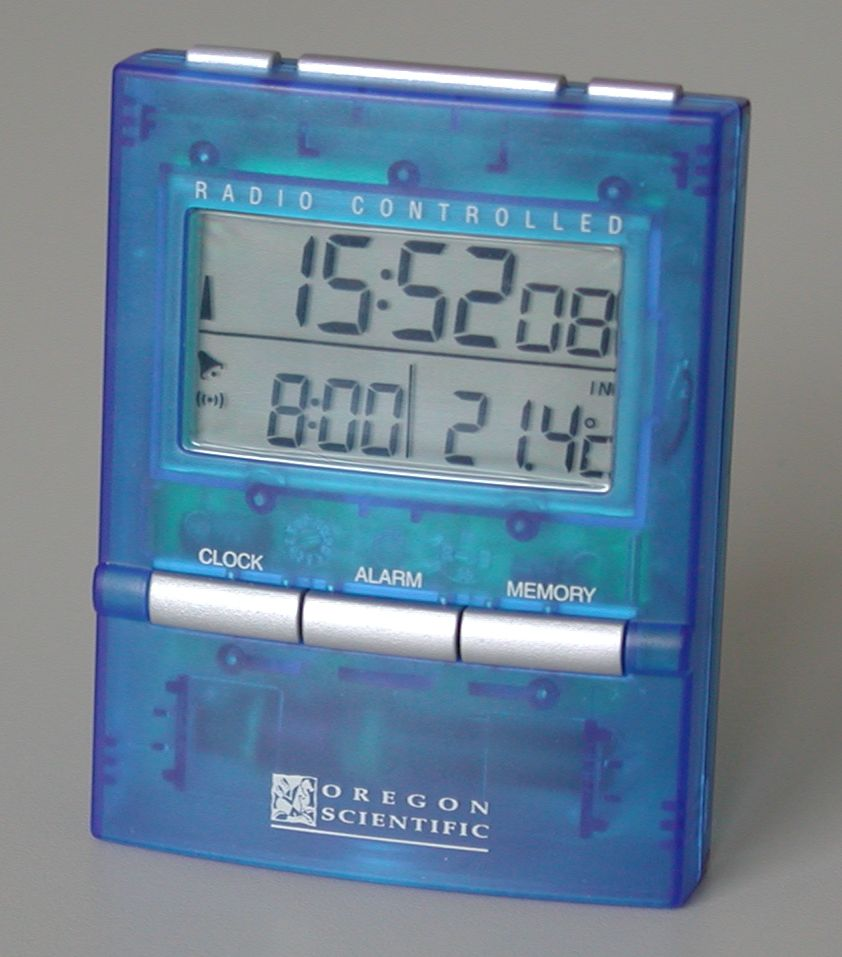
Rellotge digital

Se solen identificar per la manera en què calculen el pas del temps. Així es poden distingir els següents tipus:
- rellotge de sol
- rellotge de sorra
- rellotge d'aigua
- rellotge mecànic
- rellotge de pèndol
- rellotge de polsera
- rellotge de butxaca
- rellotge de paret
- despertadors
- minuters
- cronòmetres
- rellotge de quars
- rellotge atòmic

## Classificació segons el propòsit
- Conèixer l'hora actual: (rellotge de canell (automàtic o 'de corda'), rellotge de butxaca, rellotge de saló o paret)
- Mesurar la durada d'un succés: (cronògraf, cronómetre, rellotge de sorra)
- Assenyalar les hores per sons semblants a campanades o xiulets: (rellotge de pèndol, rellotge de pols amb bip a cada hora)
- Activar una alarma en certa hora específica: (rellotge despertador)

## Base de temps
El tipus de base de temps utilitzada és tan important que acostuma a donar nom al tipus de rellotge. Les més habituals són:
- Patró xarxa. No té oscil·lador i utilitza com referència els 50 Hz (ó 60 Hz) de la xarxa.
- Emissora patró. La base de temps vindria a ser algun tipus de PLL, enganxat amb alguna de les emissores horàries.
- Rellotge de diapasó. L'oscil·lador està controlat per un diapasó intercalat en el llaç de realimentació.
- Rellotge de quars. Substitueix el diapasó per un ressonador de quars, habitualment a 32768 Hz.
- Rellotge atòmic. Es basa en incluir en el llaç de realimentació una cavitat amb molècules de la substància adequada, de manera que s'exciti la ressonància d'algun dels seus àtoms.

## Funcionament dels rellotges electrònics
Un rellotge electrònic és un rellotge en el qual la base de temps és electrònica o electromecànica, igual que la divisió de freqüència. L'exactitud del rellotge depèn de la base de temps, que pot consistir en una oscil·lació o en un adaptador que, a partir d'una referència, genera un senyal periòdic.
El divisor de freqüència és un circuit digital format per una successió de comptadors fins a obtenir una freqüència d'1 Hz, que permet mostrar segons. Si es vol mostrar dècimes, la divisió s'atura a l'arribar als 10 Hz. Aquesta freqüència passa al mòdul de presentació, que pot ser de caràcter electrònic o mecànic, on altres divisors van separant els segons, minuts i hores per a presentar-les mitjançant algun tipus de pantalla.